# Élections sénatoriales cambodgiennes de 2006
Les élections sénatoriales cambodgiennes de 2006 se déroulent le 22 janvier 2006 afin d'élire au scrutin indirect 57 des 61 membres du Sénat du Cambodge. 
C'est la première fois que des élections sénatoriales sont organisées dans le pays, les sénateurs cambodgiens étant auparavant tous nommés par le roi et l'assemblée.
Le scrutin est une victoire pour le Parti du peuple cambodgien, qui obtient la majorité absolue des sièges. Le Front uni national pour un Cambodge indépendant, neutre, pacifique et coopératif arrive deuxième, suivi du Parti Sam Rainsy.

## Mode de scrutin
Le sénat est la chambre haute du parlement bicaméral du Cambodge. Il est composé de 61 sièges pourvus pour six ans, dont 57 au scrutin proportionnel plurinominal indirect par un collège électoral composé des conseillers municipaux. Les sièges sont répartis dans huit circonscriptions plurinominales basées sur les 24 provinces du Cambodge, et pourvus selon la méthode de la plus forte moyenne. Sur les quatre sénateurs restants, deux sont désignés par le roi et deux autres élus par l’Assemblée nationale.
Le nombre de sénateurs élus par les conseillers municipaux évolue en fonction de la population du pays, tout en étant limité au maximum à la moitié du nombre de députés composant l'Assemblée nationale.

## Résultats
|                          |                              |                              |                              |        |  |  |  |  |  |
| Parti                    | Parti                        | Votes                        | %                            | Sièges |  |  |  |  |  |
|                          | Parti du peuple cambodgien   | 7 854                        | 69,19                        | 46     |  |  |  |  |  |
|                          | FUNCINPEC                    | 2 320                        | 10,26                        | 10     |  |  |  |  |  |
|                          | Parti Sam Rainsy             | 1 165                        | 10,26                        | 2      |  |  |  |  |  |
|                          | Parti démocratique khmer     | 13                           | 0,11                         | 0      |  |  |  |  |  |
|                          | Membres élus par l'assemblée | Membres élus par l'assemblée | Membres élus par l'assemblée | 2      |  |  |  |  |  |
|                          | Membres nommés par le roi    | Membres nommés par le roi    | Membres nommés par le roi    | 2      |  |  |  |  |  |
|                          |                              |                              |                              |        |  |  |  |  |  |
| Votes valides            | Votes valides                | 11 352                       | 99,82                        |        |  |  |  |  |  |
| Votes blancs et nuls     | Votes blancs et nuls         | 20                           | 0,18                         |        |  |  |  |  |  |
| Total                    | Total                        | 11 372                       | 100                          | 61     |  |  |  |  |  |
| Abstention               | Abstention                   | 12                           | 0,11                         |        |  |  |  |  |  |
| Inscrits / participation | Inscrits / participation     | 11 384                       | 99,89                        |        |  |  |  |  |  |